# Канакі Олександр Спиридонович
Олександр Спиридонович Канакі (рос. Александр Спиридонович Канаки; нар. 29 березня 1912, Балтачокрак Бахчисарай, Крим — пом. 1995) — радянський штовхальник ядра, метальник молота, бігун.
Універсальний спортсмен, також боксував, брав участь у змаганнях з різних видів легкої атлетики.
У 1930-х встановив рекорди СРСР з бігу на 110 м з бар'єрами (15,3 секунди), у штовханні ядра (15 м 50 см)

## Життєпис
Грек за походженням.
Під час радянсько-німецької війни добровільно пішов на фронт. У серпні 1942 при форсуванні Дону командир кулеметного батальйону О. С. Канакі отримав важке поранення правої руки розривною кулею. Це поранення не дозволило йому повернутися до бойової частини. Проходив військову службу у 23-му запасному автобронетанковому полку, у Київському окружному будинку офіцерів, викладав у військовому училищі. На момент звільнення з військової служби (13.09.1966) підполковник О. С. Канакі обіймав посаду начальника кафедри Київського вищого артилерійського інженерного училища.
Через поранення руки не зміг штовхати ядро й метати диск, тому також не міг виступати у десятиборстві. О. С. Канакі вибрав метання молота (у цьому виді основне навантаження припадає на ліву руку, а права лише допомагає). Наполегливі тренування у віці понад тридцять років дозволили досягти значних спортивних успіхів. У 1948 вперше став чемпіоном СРСР, встановив шість рекордів СРСР, був переможцем міжнародних змагань.
За свою спортивну кар'єру був чемпіон СРСР з багатьох видів спорту:
- штовхання ядра: 1936, 1937, 1939, 1940
- десятиборство: 1937
- біг на 110 м з перешкодами: 1938
- метання молота: 1948—1950

## Нагороди
Нагороджений орденами Вітчизняної війни 1-го ступеня (11.03.1985), двома Червоної Зірки (04.02.1945, 05.11.1954) і медалями, у тому числі й «За бойові заслуги» (05.02.1944).
Заслужений майстер спорту СРСР.